# Lecitina

Fig 1. 1 exemple de lecitina. En general una lecitina comporta un àcid gras saturat i àcid gras insaturat.

La lecitina és un lípid també anomenat fosfatidilcolina, que permet la solubilització dels àcids biliars amb l'ajut de les sals biliars.
El nom de lecitina el va donar a mitjan segle xix Théodore Gobley fent referència al nom grec del rovell de l'ou lekithos, d'on va ser extreta primer la lecitina. La lecitina es troba també a les substàncies grasses dels teixits animals i vegetals (com la bilis i la sang venosa). La lecitina és un lípid de la classe de les fosfatidilcolines, de fet la definició exacta de la lecitina pot dependre del context.
La lecitina designa únicament les fosfatidilcolines és a dir un lípid format a partir d'una colina, d'un fosfat, d'un glicerol i de dos àcids grassos (figura 1). És més adequat parlar de lecitines, perquè no és una sola molècula sinó un grup de molècules, on la composició en àcids grassos varia d'una molècula a l'altra. Així les lecitines tenen colors diferents segons la seva composició: color groc per la lecitina vegetal, al marró per la lecitina dels peix.
El terme de lecitina també es fa servir per extensió per designar el conjunt de fosfolípids extrets de la natura (per exemple de la soia), quan majoritàriament estan fets de fosfatidilcolina.

## Estructura
La fosfatidilcolina té (figura 1) :
- Un pol hidròfil: la colina i el grup fosfat.
- Una cua hidròfoba: els àcids grassos (en el cas de la figura els àcids palmític i oleic).

## Biologia
La fosfatidilcolina es produeix de manera natural pel fetge. És un constituent important de la bilis, on emulsiona els greixos presents al duodè. També és important a les sals biliars i per evitar que les gotetes lipídiques es reaglutinin.
Com que és fosfolípid es troba a la membrana cel·lular per mantenir-ne l'elastoviscositat. És un component essencial del sistema nerviós, i és prop del 30% del pes sec del cervell, i el 15% dels nervis.

## Ús industrial
Les lecitines (E322) es fan servir com emulsidors a la indústria alimentària. Actualment s'extreu majoritàriament de la soia. Per exemple es fa servir a la xocolata per millorar l'homogeneïtat dels ingredients.

## Recerca mèdica
El metabotidilcolines s'estudia per les membranes i les proteïnes de les membranes.
Una lecitina marina s'estudia contra la psoriasis.